# Banyang-Mbo-Naturschutzreservat
Das Banyang-Mbo Naturschutzreservat ist ein Naturschutzreservat in der Region Sud-Ouest in Kamerun. Das Gebiet wurde 1996 von der Regierung unter Schutz gestellt, um elf gefährdete Arten zu schützen.

## Geographie
Das Reservat ist Teil des Kongobeckens nahe dem Korup-Nationalpark. Das Gebiet erstreckt sich auf eine geschätzte Fläche von 650 km², die sich über die Breitengrade 5° 8’ bis 5° 34’ N und Längengrade 9° 30 bis 9° 47’ E erstreckt.

## Geschichte
Banyang-Mbo wurde schon im Jahre 1932 als Waldreservat ausgewiesen. Erst am 12. März 1996 wurde das Gebiet schließlich zum ersten Naturschutzreservat Kameruns deklariert. Bis zu diesem Zeitpunkt war das Reservat nur vor der kommerziellen Holzausbeutung geschützt. Von 1988 bis 1994 wurde das Gebiet als Teil des Korup Projekts (Projekt Code: 012-502-013) unter Federführung des Department For International Development (DFID) Bereich West and North Africa Department (WNAD) in Zusammenarbeit mit der Wildlife Conservation Society (WCS) verwaltet. Schließlich übernahm 1994 das Wildlife Conservation Society das alleinige Management, mit dem Ziel seine einzigartige Biodiversität zu erhalten. Gleichzeitig sollte ein kommunaler Umweltschutz implementiert werden, der es den ansässigen Bewohnern ermöglicht, ihre Existenz zu sichern, ohne eine nachhaltige Nutzung des Gebietes zu gefährden.

## Flora

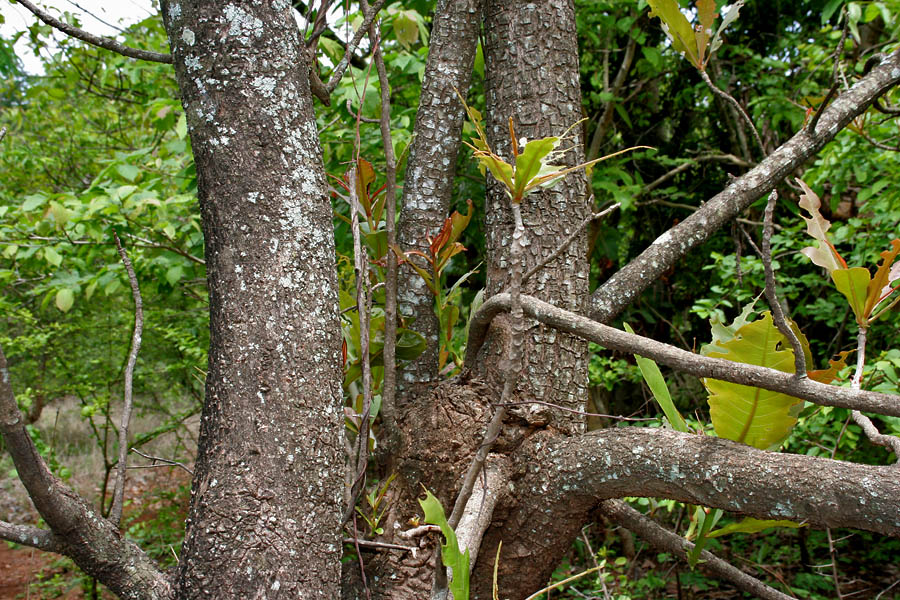
Limbabaum

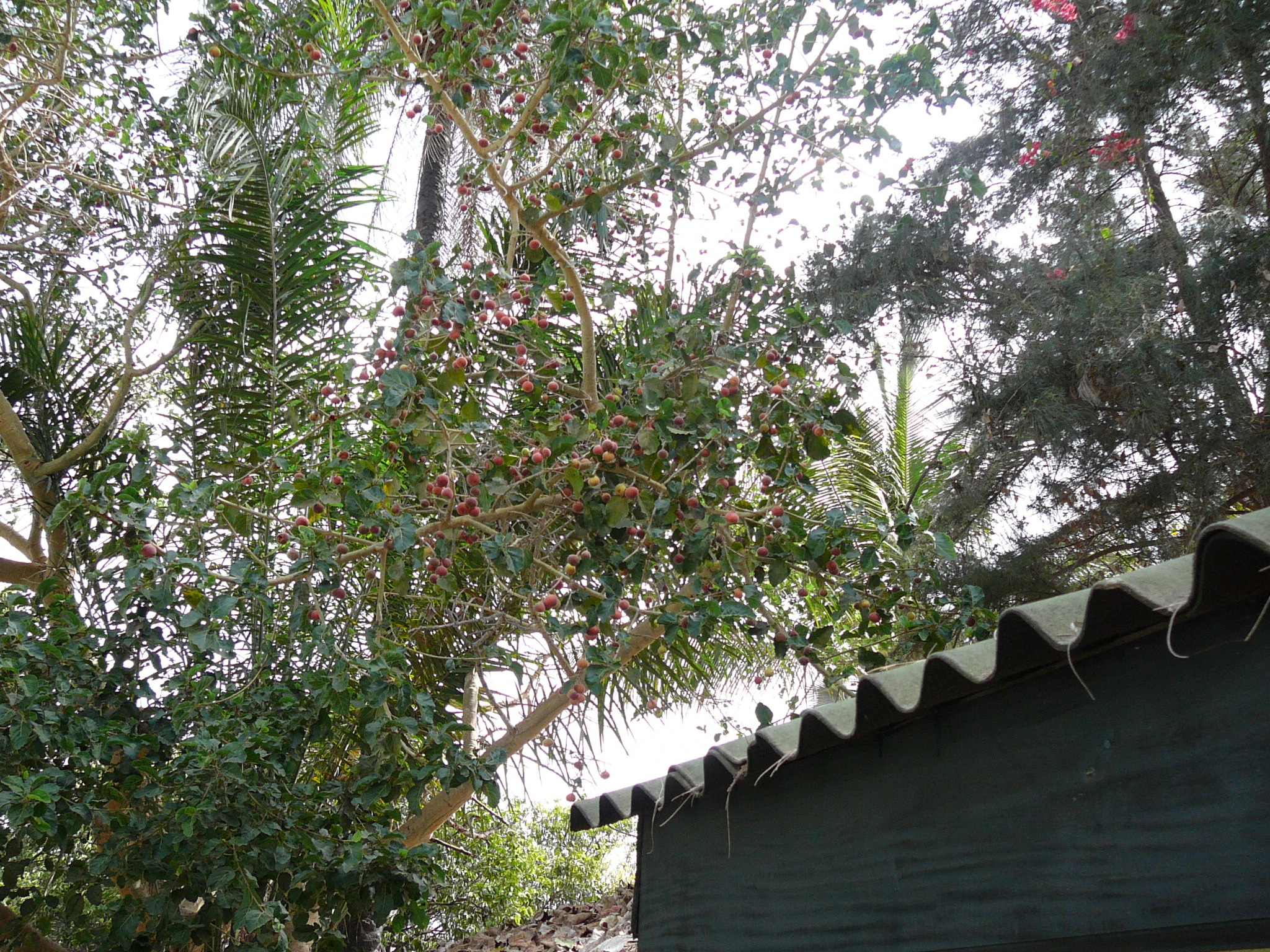
Maulbeerfeige

Die Flora ist geprägt von typischem tropischen Tieflandregenwald in Höhen zwischen 120 und 1760 Meter. Bei einer Zählung aus dem Jahre 2002 hat die WCS mindestens 8460 Pflanzenarten erfasst. Die obere Stratifikationsschichten, die sogenannte Baumschicht, ist geprägt von Afrikanischem Padouk (Pterocarpus soyauxii), Limbabäumen (Terminalia superba), Buschmango (Irvingia gabonensis), Framire (Terminalia ivorensis) und Poga deosa. In der mittleren Schicht findet man Treculia obvoidea aus der Familie der Maulbeergewächse, Diogoa zenkeri aus der Familie der Erythropalaceae, Rauvolfia macrophylla aus der Familie der Hundsgiftgewächse, Lophira alata aus der Familie der Grätenblattgewächse und Stachyothyrsus stapfiana aus der Familie der Hülsenfrüchtler. In der unteren Schicht findet man Raphia hookeri, Cararium schweinfurthii, Santiria trimera, Berlinia bracteosa, Afzelia bipindensis, Gacrinia mannii und Gacrinia kola.

## Fauna
Bei der WCS Erhebung aus dem Jahr 2002 wurden 250 Säugetiere, davon 18 Primaten, im Schutzgebiet entdeckt. Außerdem wurden 140 verschiedene Reptilien und 190 unterschiedliche Amphibien gezählt.

### Säugetiere

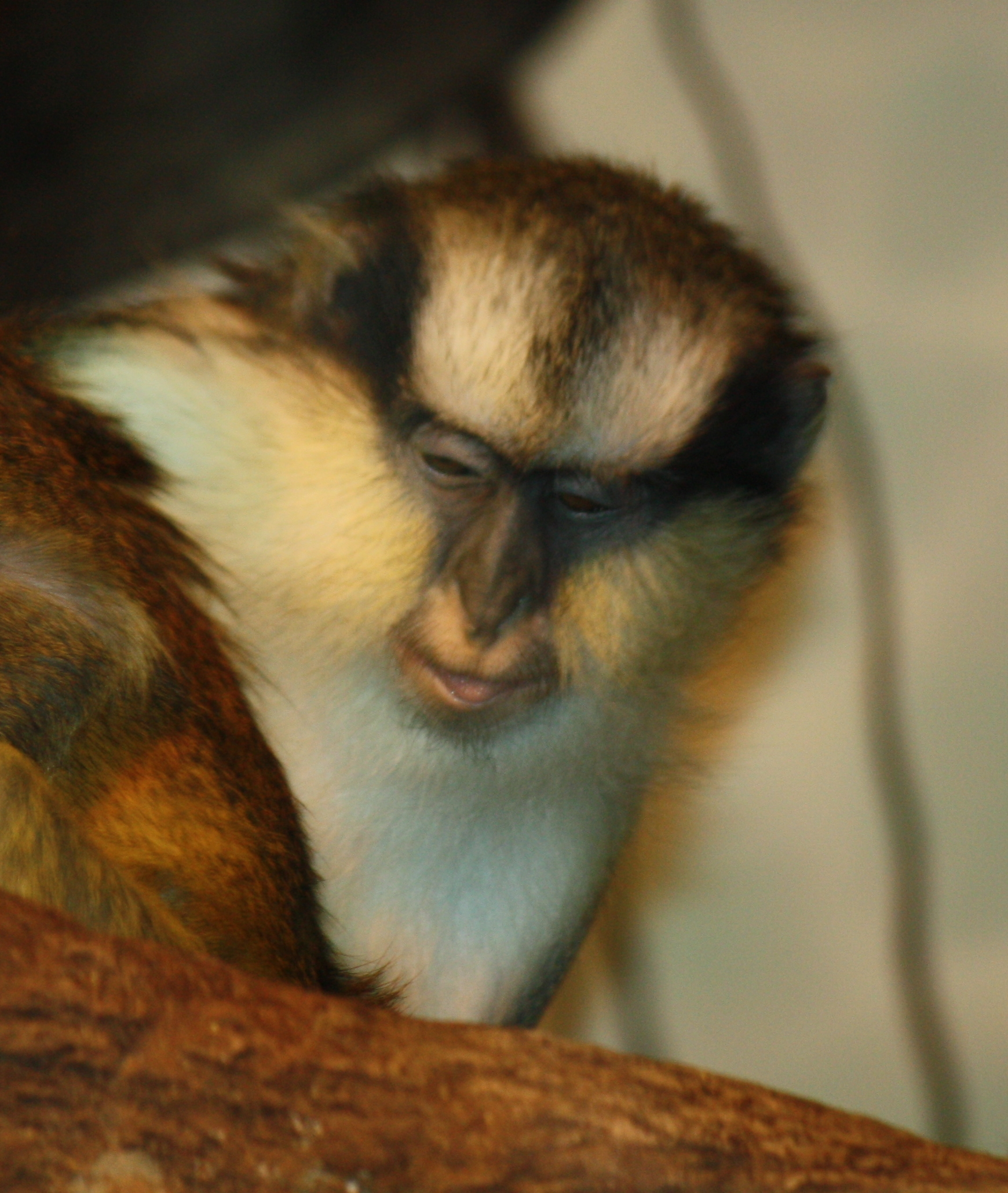
Kronenmeerkatze

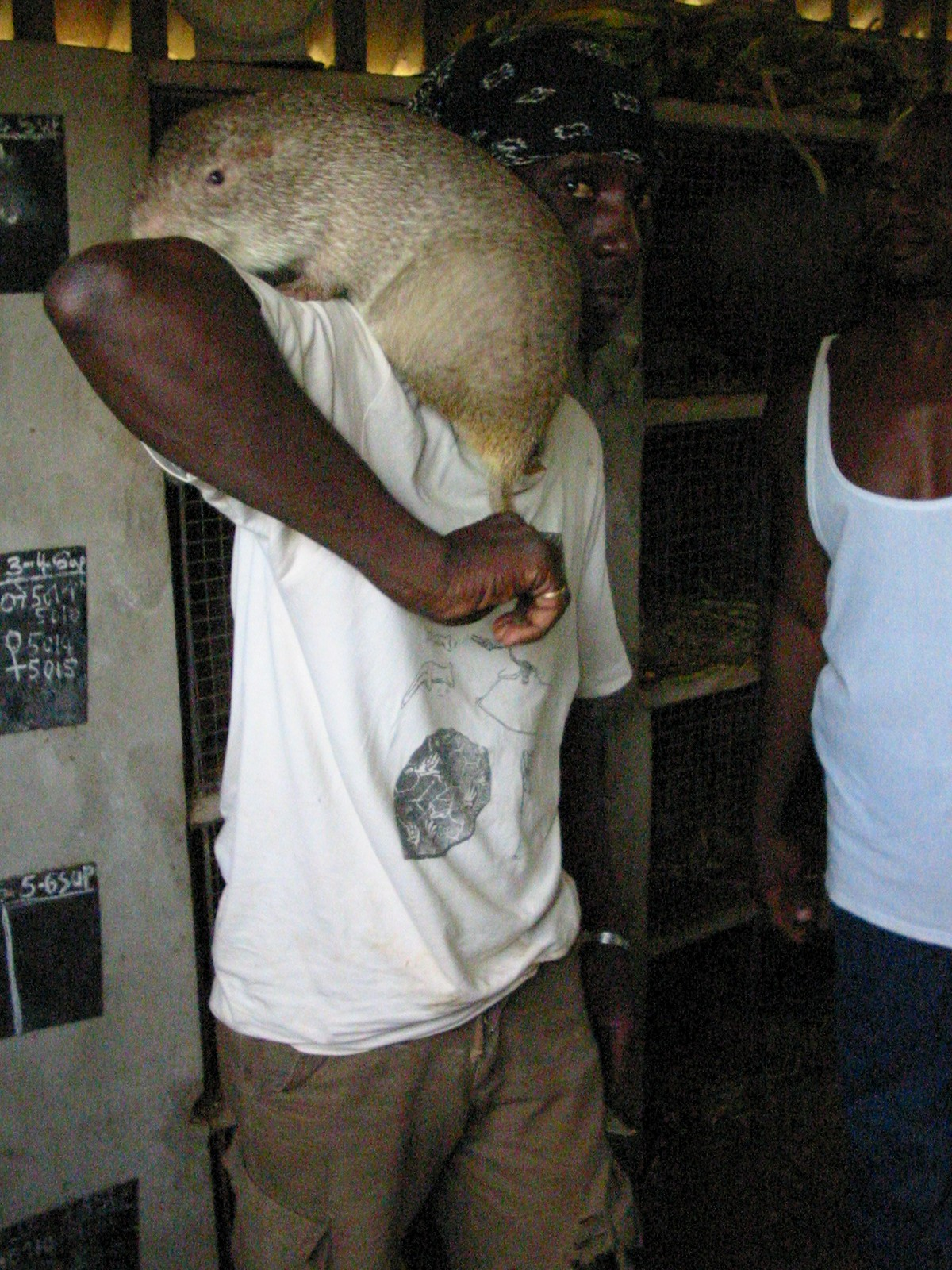
Große Rohrratte

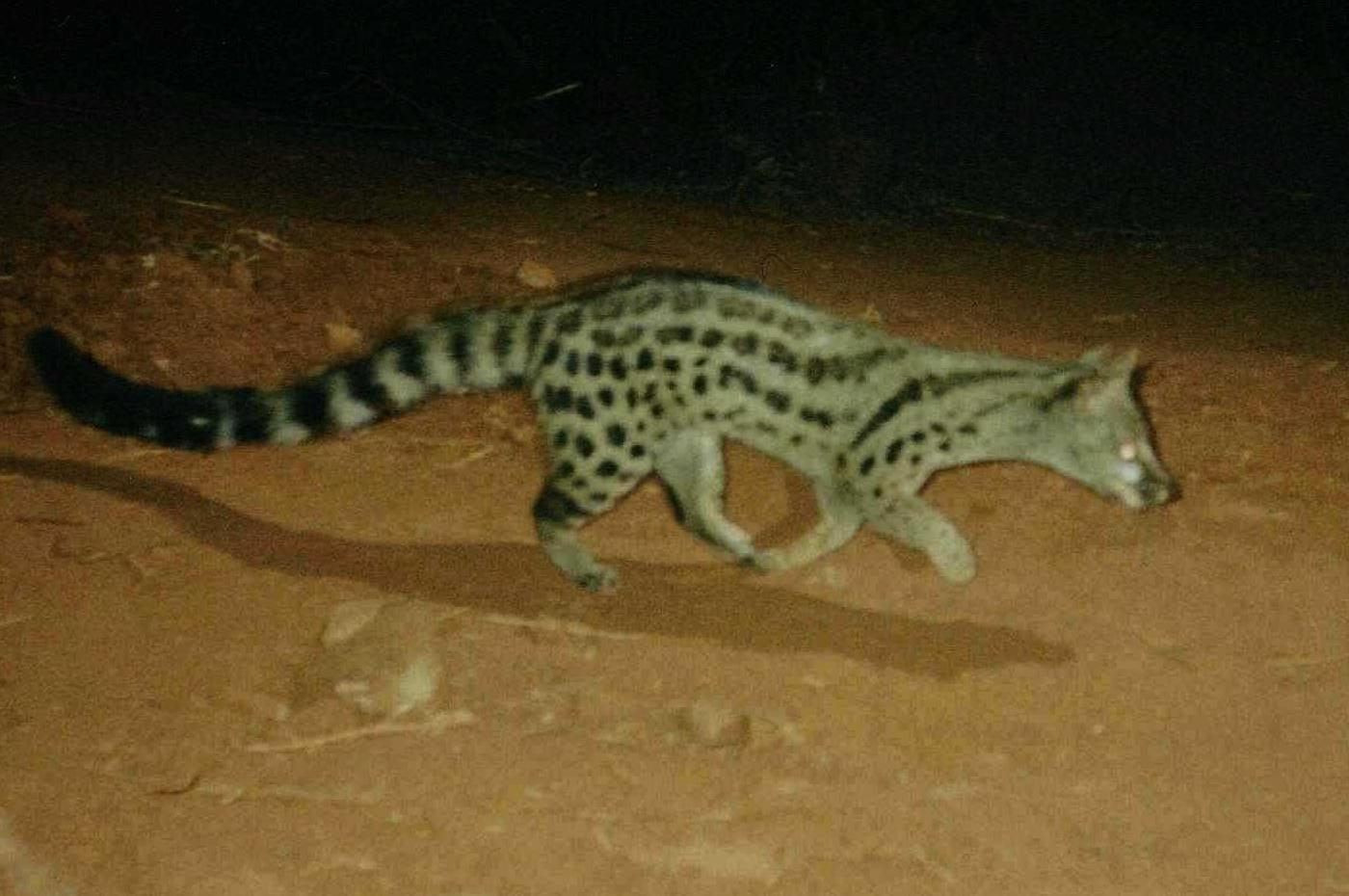
Großfleck-Ginsterkatze

Zu den Primaten, die während der Erhebung gefunden wurden gehören die Kronenmeerkatze (Cercopithecus pogonias), der Anubispavian (Papio anubis), die Monameerkatze (Cercopithecus mona), die Große Weißnasenmeerkatze (Cercopithecus nictitans), die Rotnasenmeerkatze (Cercopithecus erythrotis), der Drill (Mandrillus leucophaeus), die Westliche Vollbartmeerkatze (Cercopithecus preussi), die Tantalus-Grünmeerkatze (Chlorocebus tantalus), der Potto (Perodicticus potto), die Grauwangenmangabe (Lophocebus albigena), der Gemeine Schimpanse (Pan troglodytes), der Allen-Galago (Galago alleni) und der Demidoff-Galago (Galago demidoff).
Andere vorkommende Säugetiere sind:
- Klippschliefer (Procavia capensis)
- Große Otterspitzmaus (Potamogale velox)
- Blauducker (Philantomba monticola)
- Schwarzrückenducker (Cephalophus dorsalis)
- Pinselohrschwein (Potamochoerus porcus)
- Afrikanisches Hirschferkel (Hyemoschus aquaticus)
- Waldbüffel (Syncerus caffer nanus)
- Ogilby-Ducker (Cephalophus ogilbyi)
- Gelbrückenducker (Cephalophus silvicultor)
- Buschbock (Tragelaphus scriptus)
- Gambia-Riesenhamsterratte (Cricetomys gambianus)
- Große Rohrratte (Thryonomys swinderianus)
- Gestreiftes Borstenhörnchen (Xerus erythropus)
- Westafrikanischer Quastenstachler (Atherurus africanus)
- Gemeines Ölpalmenhörnchen (Protoxerus stangeri)
- Beecrofts Dornschwanzhörnchen (Anomalurus beecrofti)
- Afrikanisches Zwerghörnchen (Myosciurus pumilio)
- Jackson-Manguste (Bdeogale jacksoni)
- Fleckenhalsotter (Lutra maculicollis)
- Großfleck-Ginsterkatze (Genetta tigrina)
- Waldelefant (Loxodonta cyclotis)
- Kleinfleck-Ginsterkatze (Genetta genetta)
- Dunkelkusimanse (Crossarchus obscurus)
- Afrikanische Zibetkatze (Civettictis civetta)
- Langschwanzschuppentier (Manis tetradactyla)
- Weißbauchschuppentier (Manis tricuspis)
- Afrikanische Goldkatze (Profelis aurata)
- Leopard (Panthera pardus)

### Avifauna

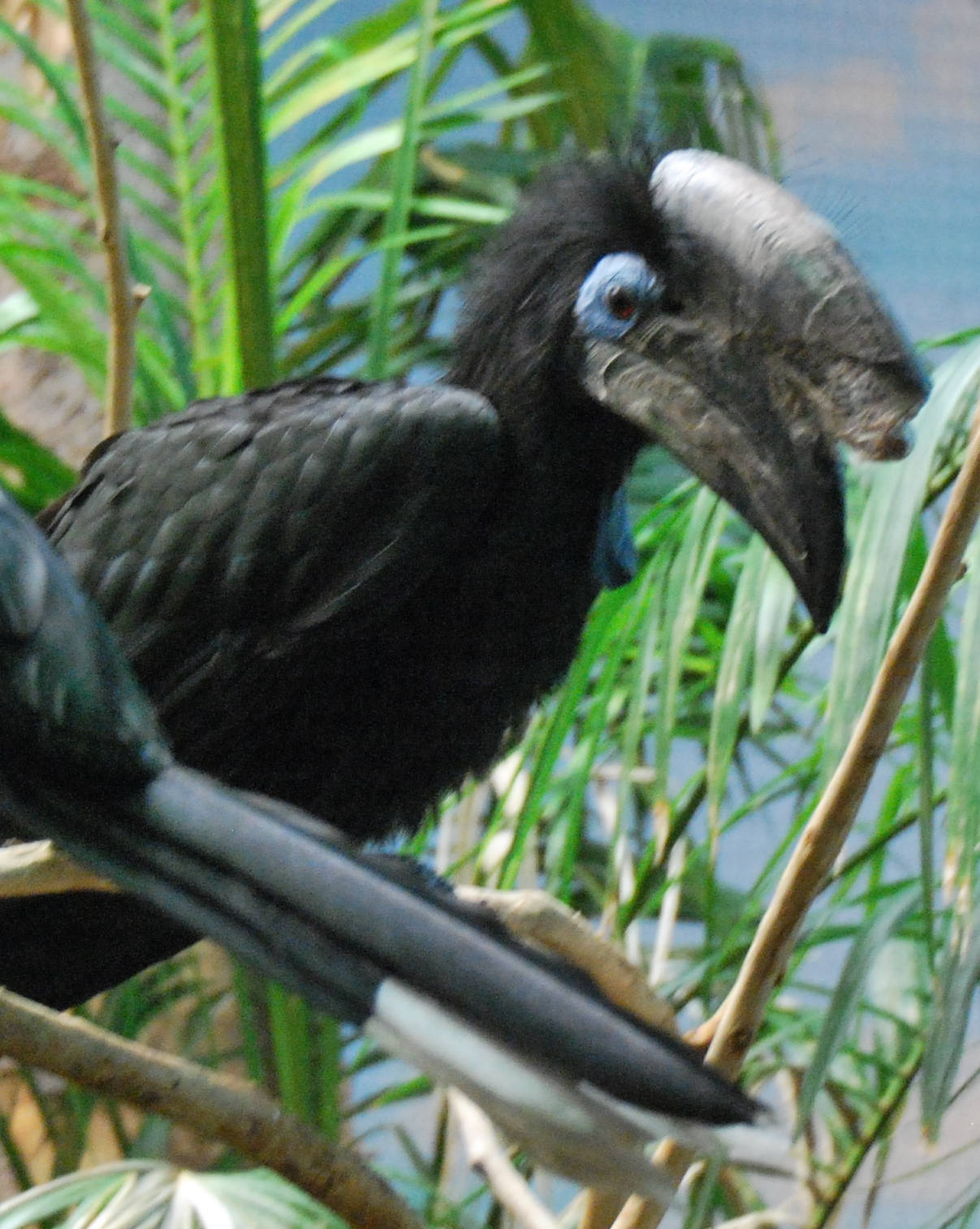
Schwarzhelm-Hornvogel

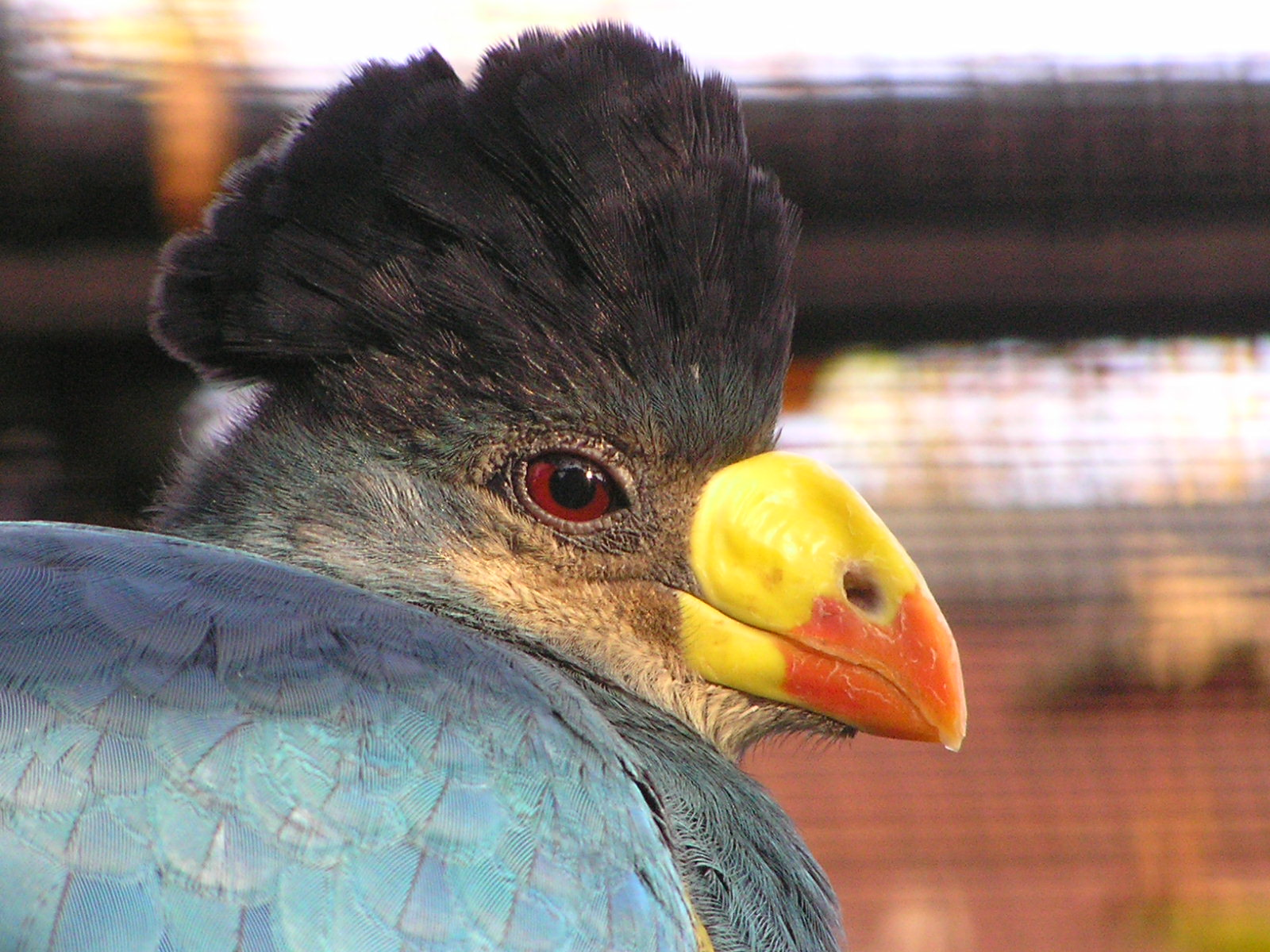
Riesen-Turaco

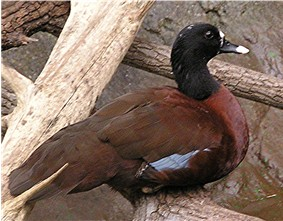
Hartlaubente

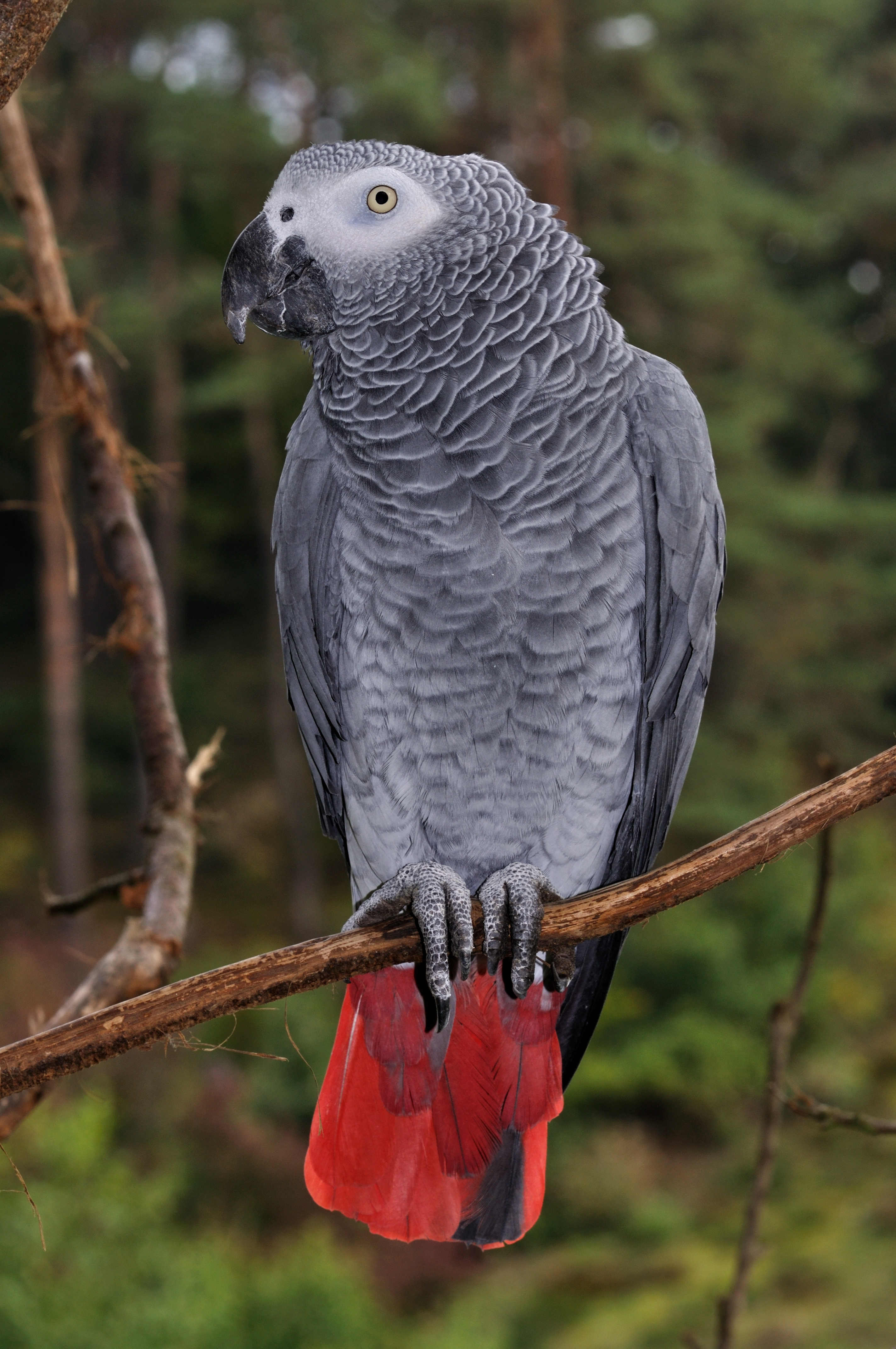
Graupapagei

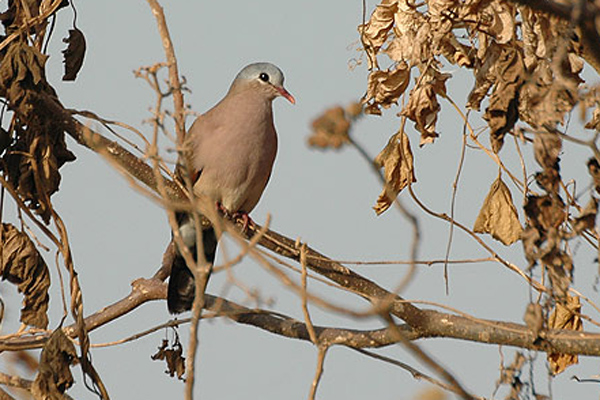
Stahlflecktaube

Laut BirdLife International zählt das Banyang Mbo Wildlife Sanctuary zu den Important Birds Areas. In einer Erhebung von BirdLife aus dem Jahre 2000 wurden in dem Gebiet 322 Vogelarten registriert. Laut International Union for Conservation of Nature and Natural Resources gelten die im Gebiet vorkommenden Weißkehltimalien als stark gefährdet (Endangered), die Buntkopf-Felshüpfer als gefährdet (Vulnerable) und die Graupapageien, die Goldhelm-Hornvögel, die Einfarbbülbüls, die Goldbauchbülbüls, die Weißschwanzsänger, die Crossley-Drosseln, die Graubrust-Nektarvögel als gering gefährdet (Near Threatened). Im Folgenden findet sich eine Liste von Vögeln, die aus der Erhebung aus dem Jahr 2000 stammt:
- Lathamfrankolin (Francolinus lathami) Hartlaub, 1854
- Hartlaubente (Pteronetta hartlaubii) (Cassin, 1860)
- Kongoschlangenadler (Dryotriorchis spectabilis) (Schlegel, 1863)
- Rotflankenhabicht (Accipiter castanilius) Bonaparte, 1853
- Schwarzachseladler (Spizaetus africanus) (Cassin, 1865)
- Perlenralle (Sarothrura pulchra) (Gray, JE, 1829)
- Rotfußralle (Himantornis haematopus) Hartlaub, 1855
- Kongotaube (Columba unicincta) Cassin, 1860
- Blaukopftaube (Turtur brehmeri) (Hartlaub, 1865)
- Graupapagei (Psittacus erithacus) Linnaeus, 1758
- Guineaturako (Tauraco persa) (Linnaeus, 1758)
- Blaurückenturako (Tauraco macrorhynchus) (Fraser, 1839)
- Schweifkuckuck (Cercococcyx mechowi) Cabanis, 1882
- Gelbkehlkuckuck (Chrysococcyx flavigularis) Shelley, 1880
- Weißbauchkuckuck (Centropus leucogaster) (Leach, 1814)
- Prachtkauz (Glaucidium sjostedti) Reichenow, 1893
- Gelbwangentrogon (Apaloderma aequatoriale) Sharpe, 1901
- Bergtrogon (Apaloderma vittatum) Shelley, 1882
- Blaukehlroller (Eurystomus gularis) Vieillot, 1819
- Kastanienliest (Halcyon badia) Verreaux,J & Verreaux,E, 1851
- Braunkopf-Zwergfischer (Ceyx lecontei) (Cassin, 1856)
- Weißbauch-Zwergfischer (Alcedo leucogaster) (Fraser, 1843)
- Purpurspint (Merops gularis) Shaw, 1798
- Saphirspint (Merops muelleri) (Cassin, 1857)
- Hartlaubtoko (Tockus hartlaubi) Gould, 1861
- Zwergtoko (Tockus camurus) Cassin, 1857
- Elstertoko (Tockus fasciatus) (Shaw, 1811)
- Weißschopf-Hornvogel (Tropicranus albocristatus) (Cassin, 1848)
- Schreihornvogel (Bycanistes fistulator) (Cassin, 1850)
- Babali-Hornvogel (Bycanistes albotibialis) (Cabanis & Reichenow, 1877)
- Schwarzhelm-Hornvogel (Ceratogymna atrata) (Temminck, 1835)
- Goldhelm-Hornvogel (Ceratogymna elata) (Temminck, 1831)
- Glatzenbartvogel (Gymnobucco calvus) (Lafresnaye, 1841)
- Schuppenbartvogel (Pogoniulus scolopaceus) (Bonaparte, 1850)
- Rotbürzel-Bartvogel (Pogoniulus atroflavus) (Sparrman, 1798)
- Gelbkehl-Bartvogel (Pogoniulus subsulphureus) (Fraser, 1843)
- Gelbfleck-Bartvogel (Buccanodon duchaillui) (Cassin, 1855)
- Flecken-Bartvogel (Tricholaema hirsuta) (Swainson, 1821)
- Gelbschnabel-Bartvogel (Trachylaemus purpuratus) (Verreaux,J & Verreaux,E, 1851)
- Liliputlaubpicker (Prodotiscus insignis) (Cassin, 1856)
- Tropfenbrust-Honiganzeiger (Indicator maculatus) Gray, GR, 1847
- Leierschwanz-Honiganzeiger (Melichneutes robustus) (Bates, 1909)
- Graubauch-Mausspecht (Sasia africana) Verreaux,J & Verreaux,E, 1855
- Kehlbindenspecht (Campethera tullbergi) Sjostedt, 1892
- Termitenspecht (Campethera nivosa) (Swainson, 1837)
- Braunohrspecht (Campethera caroli) (Malherbe, 1852)
- Gabunspecht (Dendropicos gabonensis) (Verreaux,J & Verreaux,E, 1851)
- Scheitelfleckspecht (Dendropicos xantholophus) Hargitt, 1883, jetzt Chloropicus xantholophus
- Graukopf-Breitrachen (Smithornis sharpei) Alexander, 1903
- Weißbinden-Breitrachen (Smithornis rufolateralis) Gray, GR, 1864
- Lawsonschnäpper (Batis occulta) Lawson, 1984
- Weißbürzel-Lappenschnäpper (Dyaphorophyia castanea) (Fraser, 1843)
- Reichenow-Lappenschnäpper (Dyaphorophyia chalybea) Reichenow, 1897
- Halsbandwürger (Chlorophoneus kupeensis) Serle, 1951 E
- Schwarzschulter-Schneeballwürger (Dryoscopus senegalensis) (Hartlaub, 1857)
- Dickschnabel-Schneeballwürger (Dryoscopus sabini) (Gray, JE, 1831)
- Schwarzwürger (Laniarius leucorhynchus) (Hartlaub, 1848)
- Rabenwürger (Laniarius poensis) (Alexander, 1903)
- Azurraupenfänger (Coracina azurea) (Cassin, 1851)
- Blauflügelpirol (Oriolus brachyrhynchus) Swainson, 1837
- Glanzdrongo (Dicrurus atripennis) Swainson, 1837
- Glanzhaubenschnäpper (Trochocercus nitens) Cassin, 1859
- Senegalparadiesschnäpper (Terpsiphone rufiventer) (Swainson, 1837)
- Schwarzkopf-Haubenschnäpper (Elminia nigromitrata) (Reichenow, 1874)
- Weißbauch-Haubenschnäpper (Elminia albiventris) (Sjostedt, 1893)
- Rotkappen-Spreizschwanz (Erythrocercus mccallii) (Cassin, 1855)
- Buntkopf-Felshüpfer (Picathartes oreas) Reichenow, 1899
- Strichelköpfchen (Pholidornis rushiae) (Cassin, 1855)
- Grünglanzschwalbe (Psalidoprocne nitens) (Cassin, 1857)
- Mohrenschwalbe (Hirundo nigrita) Gray, GR, 1845
- Waldcistensänger (Cisticola anonymus) (von Muller, JW, 1855)
- Langschwanzprinie (Urolais epichlorus) (Reichenow, 1892)
- Kappenfeinsänger (Apalis nigriceps) (Shelley, 1873)
- Maskenfeinsänger (Apalis binotata) Reichenow, 1895
- Weißbauch-Feinsänger (Apalis rufogularis) (Fraser, 1843)
- Gelbbrauen-Camaroptera (Camaroptera superciliaris) (Fraser, 1843)
- Oliv-Camaroptera (Camaroptera chloronota) Reichenow, 1895
- Einfarbbülbül (Andropadus montanus) Reichenow, 1892
- Zwergbülbül (Andropadus gracilis) Cabanis, 1880
- Ansorge-Bülbül (Andropadus ansorgei) Hartert, E, 1907
- Alexanderbülbül (Andropadus curvirostris) Cassin, 1860
- Bergwaldbülbül (Andropadus tephrolaemus) (Gray, GR, 1862)
- Weißschwanzbülbül (Baeopogon indicator) (Verreaux, J & Verreaux, E, 1855)
- Sjöstedt-Bülbül (Baeopogon clamans) (Sjostedt, 1893)
- Fleckenbülbül (Ixonotus guttatus) Verreaux,J & Verreaux,E, 1851
- Hartlaub-Bülbül (Chlorocichla simplex) (Hartlaub, 1855)
- Raphiabülbül (Thescelocichla leucopleura) (Cassin, 1855)
- Bamendabülbül (Phyllastrephus poensis) Alexander, 1903
- Goldbauchbülbül (Phyllastrephus poliocephalus) (Reichenow, 1892)
- Schuppenstirnbülbül (Phyllastrephus albigularis) (Sharpe, 1882)
- Zeisigbülbül (Phyllastrephus icterinus) (Bonaparte, 1850)
- Xavier-Bülbül (Phyllastrephus xavieri) (Oustalet, 1892)
- Rotschwanzbleda (Bleda syndactylus) (Swainson, 1837)
- Grünschnabelbleda (Bleda notatus) (Cassin, 1856)
- Strichelbrustbülbül (Criniger chloronotus) (Cassin, 1859)
- Swainson-Bülbül (Criniger calurus) (Cassin, 1856)
- Graukehl-Tropfenvogel (Nicator chloris) (Valenciennes, 1826)
- Gelbkehl-Tropfenvogel (Nicator vireo) Cabanis, 1876
- Weißschwanzsänger (Poliolais lopesi) (Alexander, 1903)
- Gelbbauch-Bülbülgrasmücke (Macrosphenus flavicans) Cassin, 1859
- Einfarb-Bülbülgrasmücke (Macrosphenus concolor) (Hartlaub, 1857)
- Hylia (Hylia prasina) (Cassin, 1855)
- Schwarzscheitel-Laubsänger (Phylloscopus herberti) (Alexander, 1903)
- Rotkopf-Eremomela (Eremomela badiceps) (Fraser, 1843)
- Grünmantel-Sylvietta (Sylvietta virens) Cassin, 1859
- Augenbrauen-Buschdrossling (Illadopsis cleaveri) (Shelley, 1874)
- Braunbauch-Buschdrossling (Illadopsis fulvescens) (Cassin, 1859)
- Graubrust-Drosseltimalie (Kakamega poliothorax) (Reichenow, 1900)
- Weißkehltimalie (Kupeornis gilberti) Serle, 1949
- Samtglanzstar (Lamprotornis purpureiceps) (Verreaux,J & Verreaux,E, 1851)
- Kastanienflügelstar (Onychognathus fulgidus) Hartlaub, 1849
- Spitzschwanzstar (Poeoptera lugubris) Bonaparte, 1854
- Weißschwanz-Fuchsdrossel (Neocossyphus poensis) (Strickland, 1844)
- Kurzlaufdrossel (Stizorhina fraseri) (Strickland, 1844)
- Crossley-Drossel (Zoothera crossleyi) (Sharpe, 1871)
- Diademalethe (Alethe diademata) (Bonaparte, 1850)
- Waldrötel (Stiphrornis erythrothorax) Hartlaub, 1855
- Schnäpperrötel (Sheppardia cyornithopsis) (Sharpe, 1901)
- Weißbauchrötel (Cossyphicula roberti) (Alexander, 1903)
- Kamerunrötel (Cossypha isabellae) Gray, GR, 1862
- Waldschnäpper (Fraseria ocreata) (Strickland, 1844)
- Schieferbrustschnäpper (Muscicapa infuscata) (Cassin, 1855)
- Olivschnäpper (Muscicapa olivascens) (Cassin, 1859)
- Fantischnäpper (Muscicapa epulata) (Cassin, 1855)
- Gelblaufschnäpper (Muscicapa sethsmithi) (Someren, 1922)
- Stuhlmann-Schnäpper (Muscicapa comitata) (Cassin, 1857)
- Cassin-Schnäpper (Muscicapa cassini) Heine, 1860
- Graukehlschnäpper (Myioparus griseigularis) (Jackson, FJ, 1906)
- Laubnektarvogel (Deleornis fraseri) (Jardine & Selby, 1843)
- Goldbauch-Nektarvogel (Anthreptes rectirostris) (Shaw, 1811)
- Stutzschwanz-Nektarvogel (Anthreptes seimundi) (Ogilvie-Grant, 1908)
- Einfarb-Nektarvogel (Cinnyris batesi) Ogilvie-Grant, 1908
- Reichenbachnektarvogel (Anabathmis reichenbachii) (Hartlaub, 1857)
- Blaukopf-Nektarvogel (Cyanomitra oritis) (Reichenow, 1892)
- Braunrücken-Nektarvogel (Cyanomitra cyanolaema) (Jardine & Fraser, 1851)
- Karmelglanzköpfchen (Chalcomitra fuliginosa) (Shaw, 1811)
- Grünkehl-Glanzköpfchen (Chalcomitra rubescens) (Vieillot, 1819)
- Graubrust-Nektarvogel (Cinnyris ursulae) (Alexander, 1903)
- Zwergnektarvogel (Cinnyris minullus) Reichenow, 1899
- Grünscheitel-Nektarvogel (Cinnyris johannae) Verreaux, J & Verreaux, E, 1851
- Prachtnektarvogel (Cinnyris superbus) (Shaw, 1811)
- Schwarzbauchweber (Ploceus melanogaster) Shelley, 1887
- Mohrenweber (Ploceus nigerrimus) Vieillot, 1819
- Dreifarbenweber (Ploceus tricolor) (Hartlaub, 1854)
- Braunkappenweber (Ploceus insignis) (Sharpe, 1891)
- Ballmann-Weber (Malimbus racheliae) (Cassin, 1857)
- Rotsteißweber (Malimbus scutatus) (Cassin, 1849)
- Rotbauchweber (Malimbus erythrogaster) Reichenow, 1893
- Rotkehlweber (Malimbus nitens) (Gray, JE, 1831)
- Haubenweber (Malimbus malimbicus) (Daudin, 1802)
- Kletterweber (Malimbus rubricollis) (Swainson, 1838)
- Woodhouse-Ameisenpicker (Parmoptila woodhousei) Cassin, 1859
- Mantelschwärzling (Nigrita fusconotus) Fraser, 1843
- Zweifarbenschwärzling (Nigrita bicolor) (Hartlaub, 1844)
- Rotbrust-Samenknacker (Spermophaga haematina) (Vieillot, 1805)
- Kräuselhauben-Perlhuhn (Guttera pucherani) (Hartlaub, 1861)
- Stahlflecktaube (Turtur afer) (Linnaeus, 1766)
- Riesenturako (Corythaeola cristata) (Vieillot, 1816)

### Reptilien und Amphibien
Neben den Säugetieren und Vögeln findet man im Gebiet Nilwarane (Varanus niloticus), Nördliche Felsenpythons (Python sebae), Nilkrokodile (Crocodylus niloticus), Gabunvipern (Bitis gabonica) und Jamesons Mambas (Dendroaspis jamesoni).

## Bevölkerung und Probleme

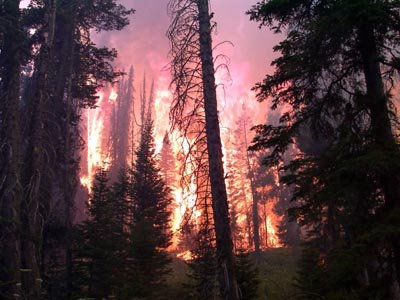
Brandrodung

Zu den vier größten ethnischen Gruppen gehören die Stämme der Banyang, der Mbo, der Bakossi und der Bassosi, die in 55 Dörfern um das Banyang-Mbo Naturschutzreservat herum wohnen. Sie beanspruchen Land im Reservat oder wollen es zur Jagd und Fischerei nutzen. Die Banyang betätigen sich als Bauern, Jäger und Sammler. Die Mbo hingegen sind vorwiegend Jäger und Sammler. Bakossi und Bassosi gehen dem gewerblichen Anbau von Kaffee und Kakao nach. Obwohl am 20. Januar 1994 ein verschärftes Gesetz unter der Nummer 24/01 zum Schutz von Wald, Wildtieren und Fischen erlassen wurde, steht dieses in starkem Kontrast zu den traditionellen Lebensweisen dieser Gruppen. So ist die illegale Jagd, auch auf geschützte Tiere, ein großes Problem. Insbesondere der illegale Elfenbeinhandel bedroht die Elefantenpopulation in der Region. Neben dem Elfenbein gefährdet der Bedarf an Buschfleisch einige Arten, da solches Fleisch auch höhere Preise auf den Märkten erzielt. Zur Jagd werden Gewehre, Drahtschlingen und spitzige Gegenstände eingesetzt, die den Elefanten schwächen und eine Blutspur hinterlassen, so dass es dem Jäger leicht fällt, dem verletzten Tier zu folgen. Die Menschen sehen in der Jagd ein natürliches Recht, der sie schon seit je her nachgehen. Die erlegte Beute stellt auch oft einen wichtigen Bestandteil bei traditionellen Riten dar. Zudem ergibt sich ein weiteres Spannungsfeld bei Brandrodung von Waldflächen, um sich dadurch neue Anbaugebiete zu erschließen.